# Fais-moi peur (film)
Pour les articles homonymes, voir Fais-moi peur.
Pour plus de détails, voir Fiche technique et Distribution.
Fais-moi peur, également appelé Tu trembles, carcasse ou L'Île aux fantômes (titre original : Scared Stiff), est un film américain réalisé par George Marshall, sorti en 1953.

## Synopsis
Myron, gentil mais maladroit, est engagé dans le cabaret où chante son ami Larry. Ce dernier fait une cour pressante à la femme d'un gangster, ce qui leur vaudra bien des ennuis.

## Fiche technique
- Titre original : Scared Stiff
- Titres français  : Fais-moi peur (titre de première exploitation) ; Tu trembles, carcasse ; L'Île aux fantômes (titres alternatifs) ; Martin et Lewis chez les fantômes (Belgique)
- Réalisation : George Marshall
- Scénario : Herbert Baker et Walter DeLeon d'après la pièce de  Paul Dickey et Charles W. Goddard
- Dialogues additionnels : Norman Lear et Ed Simmons
- Photographie : Ernest Laszlo
- Montage : Warren Low
- Musique : Leith Stevens et Van Cleave
- Direction artistique : Franz Bachelin et Hal Pereira
- Décors : Sam Comer et Ross Dowd
- Costumes : Edith Head
- Effets visuels : Farciot Edouart, Gordon Jennings et Paul K. Lerpae
- Producteurs : Joseph H. Hazen et Hal B. Wallis
- Société de production : Wallis-Hazen
- Société de distribution : Paramount Pictures
- Pays de production :  États-Unis
- Langue : anglais
  - Format : Noir et blanc — 35 mm — 1,37:1 — Son : Mono(Western Electric Recording)
- Genre : Comédie horrifique
- Durée : 108 minutes
- Dates de sortie : 
  - États-Unis : 27 avril 1953
  - France : 13 novembre 1953
- Affiche : Boris Grinsson (France)

## Distribution
- Dean Martin  (VF : Michel Gudin) : Larry Todd
- Jerry Lewis  (VF : Jacques Dynam) : Myron Mertz
- Lizabeth Scott : Mary Carroll
- Carmen Miranda : Carmelita Castinha
- George Dolenz : M. Cortega
- Dorothy Malone : Rosie
- William Ching  (VF : Jean-Claude Michel): Tony Warren
- Jack Lambert : le zombie
- Hugh Sanders : le policier sur la jetée
- Leonard Strong : Shorty
- Jane Novak (non créditée) : la patronne du cabaret